# Ergotismo
El ergotismo (coloquialmente, fiebre de San Antonio, fuego de San Antonio, fuego de San Marcial o fuego del infierno) es una enfermedad provocada por la ingesta de alimentos contaminados por Micotoxinas, producidas por hongos parásitos, o por abuso de medicamentos que contengan esta misma sustancia, causado fundamentalmente por el ergot o cornezuelo (Claviceps purpurea), que contamina el centeno y, con mucho menos frecuencia, también la avena, el trigo y la cebada.

## Características
Una de las sustancias producidas por el hongo es la ergotamina, de la cual deriva el ácido lisérgico. Los efectos del envenenamiento pueden traducirse en alucinaciones, convulsiones y contracción arterial, que puede conducir a la necrosis de los tejidos y la aparición de gangrena, principalmente en las extremidades. La enfermedad empezaba con un frío intenso y repentino en todas las extremidades, para convertirse luego en una quemazón aguda. Muchas víctimas lograban sobrevivir pero quedaban mutiladas: podían llegar a perder todas sus extremidades. Existía otra variante de esta intoxicación en la que el paciente sufría intensos dolores abdominales que finalizaban en una muerte súbita. En las mujeres embarazadas producía invariablemente abortos.

## El ergotismo en la historia
El ergotismo se documenta por primera vez en una tabla de arcilla asiria datada del año 600 a. C., que se refiere a esta enfermedad como la «pústula nociva en la espiga del grano».
Durante la Edad Media las intoxicaciones con ergot eran tan frecuentes que se crearon hospitales donde los frailes de la orden de San Antonio se dedicaban en exclusiva a cuidar de estos enfermos. Estos frailes llevaban hábito oscuro con una gran T azul en el pecho.
El único remedio conocido en la Edad Media consistía en acudir en peregrinación a Santiago de Compostela. La explicación es sencilla: el ergotismo gangrenoso lo producía el consumo prolongado de pan de centeno contaminado por el hongo cornezuelo. El hospital del convento de San Antón de Castrojeriz curaba a los enfermos ofreciéndoles pan de trigo candeal.